# Івангород (зупинний пункт)
Іванго́род — пасажирський залізничний зупинний пункт Шевченківської дирекції Одеської залізниці.
Розташований у селі Сичівка Христинівського району Черкаської області на лінії Христинівка — Вапнярка між станціями Христинівка (7 км) та Розкошівка (9 км).
Зупиняються приміські дизель-поїзди сполученням Вапнярка — Христинівка — Умань (продовжено до Умані з лютого 2020 року), поїзди далекого слідування проходять без зупинки.